# Santuario de la Virgen del Castillo
Santuario de la Virgen del Castillo är ett slott i Spanien.   Det ligger i provinsen Província de València och regionen Valencia, i den östra delen av landet, 300 km öster om huvudstaden Madrid. Santuario de la Virgen del Castillo ligger 117 meter över havet.
Terrängen runt Santuario de la Virgen del Castillo är platt norrut, men åt sydväst är den kuperad. Havet är nära Santuario de la Virgen del Castillo österut.  Närmaste större samhälle är Cullera, 0,05 km norr om Santuario de la Virgen del Castillo. 